# Siegfried Wilhelm Dehn
Siegfried Wilhelm Dehn (Altona, 1799. február 25. – Berlin, 1858. április 12.) német zenetudós.

## Élete
Gazdag bankár fia volt, erdészjelöltből lett Lipcsében 1819-22-ben jogász, buzgón foglalkozván a zenével is. Több hangszeren játszott, sőt a gordonkán művészileg. 
1823-tól svéd követségi hivatalnok volt Berlinben; vagyonát elveszítvén, Bernhard Klein művelte ki alaposan. Giacomo Meyerbeer kieszközölte, hogy 1842-ben Dehn feje lett a porosz királyi könyvtár zenei osztályának, melyet aztán ő rendezett és gyarapított az ország többi könyvtárának kincseivel. Ezután a Gottfried Weber alapította Cäcilia című berlini zenei lapot szerkesztette 1848-ig, írt is bele sokat.
Főműve: Teoretisch-praktische Harmonielehre, 1840. (történeti bevezető része értékes); Analyse dreier Fugen aus Bach's wohltemp. Klavier; Hátrahagyott művét tanítványa, Bernhard Scholtz adta ki átdolgozva; a magyar kormány is kiadatta: Az ellenpont tana cím alatt (1893, fordította Kereszty István). Kiadványa: Sammlungälterer Musik (XVI-XVII. Jahrhundert) 12 füzet. Híres tanítványai: Glinka, Kiel, Rubinstein, Kullak, Heinrich Hoffmann.

## Műve magyarul
- Az ellenpont tana; átdolg. Scholz Bernát, ford. Kereszty István; Pesti Ny., Budapest, 1893